# 一村一品運動
一村一品運動（いっそんいっぴんうんどう、英: One Village One Product movement, OVOP）は、1980年から大分県の全市町村で始められた地域振興のプロジェクト。
1979年に、当時大分県知事だった平松守彦が提唱し、大分県下の各市町村がそれぞれ1つの特産品を育てることにより、地域の活性化を図った。

## 概要
運動の原点となったのは、日田郡大山町（現・日田市）が1961年から行っていたNPC運動(New Plum and Chestnut運動) である。これは大山町の地勢が稲作に適しない山間部であることを逆に生かし、『梅栗植えてハワイに行こう』というキャッチフレーズの下、山間部でも発育可能で、農作業が比較的楽な農作物を生産して出荷するほか、付加価値が高い梅干しなどに加工して販売する運動だった。
大山町の事例が成功したことに平松が着眼し、大分県全体に広げたのが一村一品運動である。
「ローカルにしてグローバル」という標語のもと、「全国・世界に通じる物を作る」という目標を掲げ、自主的な取り組みを尊重し、行政は技術支援やマーケティング等の側面支援に徹することにより、自主的に特産品を育てることができる人づくり・地域づくりと、付加価値の高い特産品を生産することによって、農林水産業の収益構造の改善を目指した。
一村一品運動によって、シイタケ、カボス、ハウスミカン、豊後牛、関あじ、関さば、大分麦焼酎など、大分県発信で日本全国に通用するブランドを生み出した。特産品の品目は2001年時点で336にのぼり（うち、年間販売額が1億円以上の産品129品目）、生産額は総額で1,400億円に達している。
この運動は、日本国内の他の地域や、国際協力機構の青年海外協力隊などを通じて、中華人民共和国・タイ王国・ベトナム・カンボジア・マラウイのような海外にも広がりを見せている。日本国政府も途上国協力の方策として、途上国における一村一品運動を支援している。タイでは、タクシン・シナワットが首相時代に「一村一製品運動」として政策を行い、中華民国でも大分県をモデルケースに、国家（経済部）主導による「台湾一村一品」のプロジェクトが展開されている。
その他、大分県に隣接する熊本県の小国町・南小国町などでも、独自にこれに近い運動を行って成果をあげている。

## 大分県の一村一品一覧
- 大分市
  - 旧大分市：にら、いちご、みつば、びわ、青じそ（大葉）、いちじく、柚子、パセリ[8]
  - 旧佐賀関町：甘夏、キウイフルーツ、関あじ、関さば、ポンカン[9]
  - 旧野津原町：いちご、にら、豊後牛、生しいたけ、豊の七瀬柿、乳製品、アスパラガス[8]
- 別府市
  - 別府竹細工、つげ細工、湯の花、ざぼん漬、花き[10]
- 中津市
  - 旧中津市：はくさい、ブロッコリー、大分味一ねぎ、梨、蛤しるこ、巻柿、かぼす麺、ハモ料理、丸ポーロ[11]
  - 旧三光村：ややま味噌、いちご、大分味一ねぎ、三光桃、三光パン、トルコギキョウ[11]
  - 旧本耶馬溪町：耶馬渓茶、夏秋きゅうり、生しいたけ、いちご、にら、そば加工品[11]
  - 旧耶馬溪町：耶馬渓牛乳、耶馬渓茶、トルコギキョウ[11]
  - 旧山国町：夏秋きゅうり、豊後牛、木工品、梨、かずら工芸品[11]
- 日田市
  - 旧日田市：木工芸品、小鹿田焼、下駄、漆器、梨、スイカ、はくさい、豊後牛、牛乳、木炭・木酢液[12]
  - 旧前津江村：豊後牛、さわび、生しいたけ、ミニトマト、小松菜（水耕）、ヤマメ[12]
  - 旧中津江村：茶、わさび、角ログ、こんにゃく・わさび加工品[12]
  - 旧上津江村：ログハウス（小径木丸太）、夏秋キュウリ、生しいたけ、わさび、豆腐、トルコギキョウ、こんにゃく、豊後牛、森のひらめ、ウッドトレー[12]
  - 旧大山町：梅、李、きのこ、クレソン、ハーブ、梅干し[12]
  - 旧天瀬町：生しいたけ、みょうが、せり、こんにゃく・こんにゃくそば、手造りかりんとう、バラ、アルストロメリア[12]
- 佐伯市
  - 旧佐伯市：イチゴ、いりこ・ちりめん、真珠、バラ、豊の活ブリ、ポンカン、にら[13]
  - 旧上浦町：宮内伊予柑、たくたく料理、あわび・さざえ[13]
  - 旧弥生町：菊、焼アユ、しいたけ、大分かぼす、いちご、ハウスみかん、にら[13]
  - 旧本匠村：しいたけ、茶、焼アユ、麦焼酎、露地菊、いんび茶（缶）、雪ん子寿司[13]
  - 旧宇目町：乾しいたけ、くり、茶、ほおずき、ナス、スイートピー、ししラーメン[13]
  - 旧直川村：いちご、陸地みそ、手作りジャム、かりんとう、村のアイス、焼酎「むぎゅ」、うこん[13]
  - 旧鶴見町：干魚、活魚、マリンレモン、鯛波夢（ハム）、豊の活ぶり、鶴見の磯塩[13]
  - 旧米水津村：サンクイーン、丸干し、豊の活ぷリ[13]
  - 旧蒲江町：干魚、緋扇貝、真珠、豊の活ぷり、豚、ひらめ、電照菊、トコブシ、いちご、ハウスみかん、ハウスびわ、アスパラガス[13]
- 臼杵市
  - 旧臼杵市：大分かぼす、冬春トマト、系統造成臼杵豚、豊後牛、うすき健康タマゴ新鮮くん、臼杵せんべい、卵黄油、臼杵ふぐ、ハモの皮巻き、真珠[9]
  - 旧野津町：吉四六ピーマン、レイシ、メロン、甘藷、豚、葉たばこ、ニラ、天上焼[14]
- 津久見市
  - サンクイーン、清見、そうりんひらめ、ヤマジノギク、マグロ、トルコギキョウ、津あじ・津さば[9]
- 竹田市
  - 旧竹田市：カボス、サフラン、豊後牛、グリーンラブレタス、スイートコーン、シイタケ、ワレモコウ[15]
  - 旧荻町：トマト、スイートコーン、花き、おおいたピーマン、いちご[15]
  - 旧久住町：夏秋トマト、花卉（リンドウ）、久住高原味噌、豊後牛、しいたけ、生ハム[15]
  - 旧直入町：しいたけ、ワカサギ、ほうれん草、豊後牛、直輸入直入ラベルドイツワイン[15]
- 豊後高田市
  - 旧豊後高田市：白ねぎ、すいか、豊後牛、はちみつ、高田魚市場の地魚あげ、ぶんご合鴨[16]
  - 旧真玉町：白ねぎ、すいか、ネットメロン、生しいたけ、真玉漬、赤貝[16]
  - 旧香々地町：いよかん、豚、生しいたけ、ギンナン、烏骨鶏[16]
- 杵築市
  - 旧杵築市：ハウスみかん、きつき茶、豊後牛、いちご、豊後別府湾ちりめん、ハウスアンコール、花き[10]
  - 旧大田村：豊後牛、すもも、すももワイン[16]
  - 旧山香町：夏秋きゅうり、豊後牛、新鉄砲ゆり、いちご、牛乳、柚子加工品、ほおずき、山香地ビール[10]
- 宇佐市
  - 旧宇佐市：いちご、玉ねぎ、豊後牛、むぎ焼酎、ハトムギ焼酎、ワイン、巨峰、そうめん、大分味一ねぎ、白ねぎ、味噌、冷麦、ミニ観葉植物[17]
  - 旧院内町：ゆず、ゆず加工品、いちご、ハイブリッドスターチス、アルストロメリア[17]
  - 旧安心院町：ブドウ、スッポン、スッポン加工品、農協しょうゆ、アルストロメリア、ワイン[17]
- 豊後大野市
  - 旧三重町：しいたけ、甘藷、アスパラガス、大分かぼす、豊後牛、美ナス[14]
  - 旧清川村：クリーンピーチ、御嶽まむし、豊後牛、菊[14]
  - 旧緒方町：さといも、大分かぼす、豊後牛、かほりごぼう[14]
  - 旧朝地町：豊後朝地牛、しいたけ、おおいたピーマン[14]
  - 旧大野町：甘蔗、おおいたピーマン、豊後牛、スイートピー、里芋、えぽし味噌、養老めん、竹炭[14]
  - 旧千歳村：ハトムギ、千歳茶、豊後千歳牛[14]
  - 旧犬飼町：かんしょ、豊後牛[14]
- 由布市
  - 旧挾間町：とよのか（イチゴ）、香りむらさき（ナス）[8]
  - 旧庄内町：豊後牛、梨、イチゴ、しいたけ、ニラ、夏秋トマト、名水（ゆふの朝霧、九重連山の湧水）[8]
  - 旧湯布院町：豊後牛、ほうれんそう[8]
- 国東市
  - 旧国見町：ネットメロン、冷凍加工野菜、温州みかん、車えび、イチゴ[18]
  - 旧国東町：キウイフルーツ、いちご、花き、くにさき銀たち、清酒西の関、くにさき姫だこ[18]
  - 旧武蔵町：武蔵ねぎ、武蔵干魚、武蔵揚げ[18]
  - 旧安岐町：ミニトマト[18]
- 東国東郡姫島村
  - 姫島車えび、姫島かれい[18]
- 速見郡日出町
  - 城下かれい、白いぼきゅうり、紅八朔オレンジ、ハウスみかん、大分むぎ焼酎二階堂、豊後別府湾ちりめん[10]
- 玖珠郡九重町
  - 生しいたけ、キャベツ、トマト、梨、豊後牛、花き[19]
- 玖珠郡玖珠町
  - 豊後牛、吉四六漬、乾しいたけ、生しいたけ、バラ[19]